# Wilhelm Freydanck
Wilhelm Christian Gottfried Freydanck (* 24. Februar 1796 in Schorstedt; † 2. Februar 1878 in Dresden) war ein preußischer Generalmajor und Kommandeur des 8. Infanterie-Brigade.

## Leben

### Herkunft
Wilhelm war der Sohn des Predigers von Schorstedt Johann Jakob Freydanck (1748–1800) und dessen Ehefrau Maria Sophie Elisabeth, geborene Bornemann (* 1765).

### Militärkarriere
Im Vorfeld der Befreiungskriege trat Freydanck am 10. März 1813 als freiwilliger Jäger in das 1. Schlesische Husaren-Regiment der Preußischen Armee. Während der Feldzüge kämpfte er bei den Belagerungen von Longwy, Erfurt, Magdeburg und wurde bei Sturm auf Rodemacher verwundet. Am 8. März 1814 erfolgte seine Beförderung zum Sekondeleutnant und die Versetzung in das 1. Elb-Landwehr-Regiment sowie am 16. Mai 1815 in das 4. Elb-Landwehr-Regiment. Am 3. September 1815 wurde er in das 32. Infanterie-Regiment abkommandiert und am 8. Dezember 1815 in das 31. Infanterie-Regiment versetzt.
Bis Mitte Juni 1831 avancierte Freydanck zum Hauptmann und Kompaniechef. Nachträglich erhielt er am 31. Dezember 1834 für Longwy das Eiserne Kreuz II. Klasse. Am 30. März 1839 wurde er als Major und Kommandeur des I. Bataillons in das 13. Landwehr-Regiment versetzt. Vom 31. März 1846 bis zum 21. März 1849 war Freydanck im 13. Infanterie-Regiment tätig. Anschließend wurde er Führer eines kombinierten Landwehrregiments im Bereich des VII. Armee-Korps und in dieser Stellung Anfang Mai 1849 zum Oberstleutnant befördert. Am 21. Juli 1849 folgte seine Ernennung zum Kommandeur des 15. Infanterie-Regiments sowie am 18. Januar 1850 die Beförderung zum Oberst. Als solcher erhielt Freydanck Ende Juni 1852 den Roten Adlerorden III. Klasse mit Schleife. Am 23. Mai 1854 wurde er dann Kommandeur des 8. Infanterie-Brigade und Mitte Juli 1852 à la suite seines bisherigen Regiments gestellt. Außerdem wurde Freydanck am 13. Juli 1854 zum Generalmajor befördert. Er nahm am 10. März 1855 seinen Abschied mit Pension und wurde am 25. Juni 1857 mit Pension zur Disposition gestellt. Er starb am 2. Februar 1878 in Dresden.
Der Generalleutnant von Tietzen schrieb 1847: „Zeichnet sich durch wissenschaftliche Bildung, Dienstkenntnisse, Eifer, Energie und allgemeine Umsicht vorteilhaft aus. Sein Bataillon ist musterhaft ausgebildet, in der Verbindung mit dem Offizierkorps zeigt er Takt, und wird somit ein Regiment in seiner Hand gut aufgehoben sein“.

### Familie
Freydanck heiratete am 22. Juli 1824 in Erfurt Johanna Ernestine Rappe (1799–1843), eine Tochter des Erfurter Weinhändlers Johann Gottfried Rappe. Das Paar hatte mehrere Kinder:
- Hermann Gustav Adolf (* 1825)
- Otto Rudolf Albert (* 1827), Segeltuchfabrikant in Bonn

Nach dem Tod seiner ersten Frau heiratete er am 17. August 1845 in Dortmund Auguste Hermine Veith (1820–1890).